# ريك كامبل
ريك كامبل هو مدير فني كندي، ولد في 20 ديسمبر 1970 في سبوكين في الولايات المتحدة.